# Nadejda Stassova
Nadejda Vassilievna Stassova (Надежда Васильевна Стасова), née en 1822 et morte en 1895, est une pionnière de l'émancipation féminine en Russie impériale. C'est la sœur du journaliste slavophile Vladimir Stassov et de l'avocat Dimitri Stassov, et la tante de la militante communiste Elena Stassova.

## Biographie
Nadejda Stassova reçoit une éducation à domicile, mais l'estimant insuffisante, elle passe toute sa vie à parfaire son instruction.
Au début des années 1860, elle fonde avec ses amies Maria Troubnikova (1835-1897), Evguenia Konradi (1838-1898), Nadejda Belozerskaïa (1838-1912) et Anna Philosophova (1837-1912) la « Société des logements à bon marché » pour les foyers nécessiteux de Saint-Pétersbourg. Elle se consacre également à ce que l'on dénommait les Madeleines repentantes, vocation qu'elle suit sa vie durant. Elle participe à l'organisation et aux activités des écoles du dimanche, ainsi qu'à des ateliers d'édition destinés aux jeunes filles instruites et pauvres. Elle s'investit avec ses amies citées plus haut dans les années 1870 à l'enseignement supérieur des jeunes filles et elles sont à l'origine d'abord de cours mixtes (jeunes filles et jeunes gens) ouverts en 1870 au lycée N°5 puis dans les locaux de l'école Vladimir, mais ils sont fermés deux ans plus tard.
Elles se tournent alors vers la fondation des cours Bestoujev en 1878, suivant les conseils du recteur Beketov, qui donne une instruction universitaire aux jeunes filles. Son premier directeur est le professeur Bestoujev-Rioumine. Elle s'y consacre gratuitement jusqu'en 1889. Parallèlement une société de recueil de fonds pour les cours d'enseignement féminin est fondée dont elle fait partie du comité jusqu'à ses derniers jours.
Nadejda Stassova devient présidente de la Société d'aide aux étudiantes, qui terminent les cours scientifiques féminins. La Société réunit ses disciples régulièrement dans son appartement.
En 1863, Nadejda Stassova, Maria Troubnikova et Anna Engelhardt créent la première coopérative d'édition des femmes russes.
Nadejda Stassova fonde encore en 1894 la Société d'aide à l'enfance dont le siège se trouve dans sa propriété de Yasli. Elle collabore également à la Société de bienfaisance féminine, mais meurt inopinément avant les premières sessions. Son frère lui consacre une biographie parue en 1899 à Saint-Pétersbourg.